# Polo di Landau
In fisica, il polo di Landau (o lo zero di Mosca, o il fantasma di Landau) è la scala di energia (o di quantità di moto) alla quale la costante di accoppiamento (forza di interazione) di una teoria quantistica dei campi diventa infinita. Tale possibilità è stata segnalata dal fisico Lev Landau e dai suoi colleghi. Il fatto che gli accoppiamenti dipendano dalla scala di quantità di moto (o di lunghezza) è l'idea centrale alla base del gruppo di rinormalizzazione.
I poli di Landau appaiono in quelle teorie che non sono asintoticamente libere, come l'elettrodinamica quantistica (QED) o la teoria φ4 (un campo scalare con un termine di interazione quartica, che può descrivere il bosone di Higgs). In queste teorie, la costante di accoppiamento rinormalizzata cresce con l'energia. Un polo di Landau appare quando l'accoppiamento diventa infinito su una scala energetica finita. In una teoria che pretende di essere completa, questa potrebbe essere considerata un'incoerenza matematica. Una possibile soluzione è che la carica rinormalizzata possa andare a zero quando viene rimosso il cut-off, il che significa che la carica è completamente schermata dalle fluttuazioni quantistiche (polarizzazione del vuoto). Questo è un caso di trivialità quantistica, che vuol dire che le correzioni quantistiche sopprimono completamente le interazioni in assenza di un cut-off.
Poiché il polo di Landau viene normalmente identificato attraverso calcoli perturbativi a uno o due loop, è possibile che il polo sia semplicemente un segno che l'approssimazione perturbativa si rompe in caso di accoppiamento forte. La teoria delle perturbazioni può anche non essere valida se esistono stati non adiabatici. La teoria di gauge su reticolo fornisce un mezzo per affrontare questioni nella teoria quantistica dei campi oltre il regno della teoria delle perturbazioni, e quindi è stata utilizzata per tentare di risolvere questa domanda.
I calcoli numerici eseguiti in questo quadro sembrano confermare la conclusione di Landau che la carica QED è completamente schermata per un valore di taglio infinito.

## Storia
Secondo Landau, Abrikosov e Chalatnikov, la relazione tra la carica osservabile goss e la carica "nuda" g0 per le teorie di campo rinormalizzabili quando Λ ≫ m è data da
{\displaystyle g_{\text{oss}}={\frac {g_{0}}{1+\beta _{2}g_{0}\ln \Lambda /m}}\qquad \qquad \qquad (1)}
dove m è la massa della particella e Λ è l'impulso di cut-off. Se g0 < ∞ e Λ → ∞  allora goss → 0 e la teoria sembra banale. Infatti, invertendo la (1), in modo che g0 (relativo alla scala di lunghezza Λ−1 ) rivela un valore accurato di goss,
{\displaystyle g_{0}={\frac {g_{\text{oss}}}{1-\beta _{2}g_{\text{oss}}\ln \Lambda /m}}.\qquad \qquad \qquad (2)}
Come cresce Λ, così anche la carica nuda g0 = g(Λ) aumenta, fino a divergere in corrispondenza del punto di rinormalizzazione
{\displaystyle \Lambda _{\text{Landau}}=m\exp \left\{{\frac {1}{\beta _{2}g_{\text{oss}}}}\right\}.\qquad \qquad \qquad (3)}
Questa singolarità è il polo di Landau con un residuo negativo,
{\displaystyle g(\Lambda )=-{\frac {\Lambda _{\text{Landau}}}{\beta _{2}(\Lambda -\Lambda _{\text{Landau}})}}}
In effetti, però, la crescita di g0 invalida le equazioni (1) e (2) nella regione g0 ≈ 1, poiché queste sono state ottenute per g0 ≪ 1, per cui l'esistenza non perturbativa del polo di Landau diventa discutibile.
Il vero comportamento della carica g(μ) in funzione della scala di impulso μ è determinato dall'equazione di Gell-Mann e Low:
{\displaystyle {\frac {dg}{d\ln \mu }}=\beta (g)=\beta _{2}g^{2}+\beta _{3}g^{3}+\ldots \qquad \qquad \qquad (4)}
che dà le equazioni (1) e (2) se viene integrata nelle condizioni g(μ) = goss per μ = m e g(μ) = g0 per μ = Λ, quando nel membro di destra rimane solo il termine con β2. Il comportamento generale di g(μ) dipende dalla forma della funzione β(g).
Secondo la classificazione di Bogoliubov e Shirkov, ci sono tre casi qualitativamente differenti:
- (a) se β(g) ha zero al valore finito g ∗, allora la crescita di g è satura, cioè g(μ) → g ∗ per μ → ∞ ;
- (b) se β(g) non è alternato e si comporta come β(g) ∝ g α con α ≤ 1 per g grande, allora la crescita di g(μ) continua all'infinito;
- (c) se β(g) ∝ g α con α > 1 per g grande, allora g(μ) è divergente al valore finito μ 0 e sorge il polo di Landau reale: la teoria è internamente inconsistente a causa dell'indeterminazione di g(μ) per μ > μ 0 .

Landau e Pomeranchuk cercarono di giustificare la possibilità (c) nel caso della QED e della teoria φ4. Hanno notato che la crescita di g0 nell'eq. (1) porta la carica osservabile goss al limite costante, che non dipende da g0. Lo stesso comportamento si può ottenere dagli integrali funzionali, omettendo nell'azione i termini quadratici. Se trascurare i termini quadratici vale già per g0 ≪ 1, lo è tanto più per g0 dell'ordine dell'unità o maggiore: dà motivo di considerare valida l'eq. (1) per una g0 arbitraria.
Tuttavia, possono essere corretti qualitativamente. Infatti, il risultato goss = costante( g0) può essere ottenuto dagli integrali funzionali solo per g0 ≫ 1, mentre la sua validità per g0 ≪ 1, basata sull'eq. (1), può essere correlata ad altre ragioni; per g0 ≈ 1 questo risultato è probabilmente violato ma dalla condizione di matching ci si può aspettare la coincidenza di due valori costanti nell'ordine di grandezza. I risultati di Monte Carlo sembrano confermare la validità qualitativa degli argomenti Landau-Pomeranchuk, sebbene sia possibile anche una diversa interpretazione.
Il caso (c) nella classificazione di Bogoliubov e Shirkov corrisponde alla banalità quantistica in piena teoria (al di là del suo contesto perturbativo), come si può vedere da una dimostrazione per assurdo. Infatti, se goss < ∞, la teoria è internamente inconsistente. L'unico modo per evitarlo è per μ 0 → ∞, che è possibile solo per goss → 0.